# Nati nel 1663
| Questa pagina contiene informazioni ricavate automaticamente dalle voci biografiche con l'ausilio del template Bio e di un bot. L'aggiornamento è periodico e automatico e ricostruisce completamente la pagina. Se manca una persona in questa lista, sei pregato di non aggiungerla, ma accertati piuttosto che la sua voce biografica contenga il template Bio e che i dati anagrafici siano correttamente compilati. Se il template Bio manca, inseriscilo tu stesso o, in alternativa, metti l'avviso {{tmp\|Bio}} che ne segnala la mancanza. Se i dati riportati sono sbagliati, correggi direttamente la voce biografica; le modifiche saranno visibili in questa lista entro pochi giorni. Per chiarimenti vedi il progetto biografie. La lista contiene solo le 93 persone che sono citate nell'enciclopedia e per le quali è stato implementato correttamente il template Bio. Pagina aggiornata al 7 dic 2024. |

## Gennaio(5)
- 2 gennaio - Bartolomeo Massei, cardinale e arcivescovo cattolico italiano († 1745)
- 3 gennaio - Giuseppe Piamontini, scultore italiano († 1744)
- 3 gennaio - Carlo Giuseppe Plura, scultore e stuccatore svizzero († 1737)
- 20 gennaio - Luca Carlevarijs, pittore italiano († 1730)
- 20 gennaio - Johann Georg von Künigl, politico, militare e nobile austriaco († 1739)

## Febbraio(4)
- 4 febbraio - Edward Lee, I conte di Lichfield, nobile e politico britannico († 1716)
- 8 febbraio - Filippo Valignani, arcivescovo cattolico italiano († 1737)
- 12 febbraio - Cotton Mather, pastore protestante e medico statunitense († 1728)
- 19 febbraio - Pietro da Pietri, pittore italiano († 1716)

## Marzo(11)
- 3 marzo - Nicolas Siret, compositore, clavicembalista e organista francese († 1754)
- 6 marzo - Jean-Baptiste Matho, compositore francese († 1743)
- 7 marzo - Tomaso Antonio Vitali, violinista e compositore italiano († 1745)
- 9 marzo - Sofia Augusta di Anhalt-Zerbst, nobile († 1694)
- 13 marzo - Tommaso Falcoia, vescovo cattolico italiano († 1743)
- 13 marzo - Giulio Piazza, cardinale e arcivescovo cattolico italiano († 1726)
- 18 marzo - Antonio Zucchelli, missionario, viaggiatore e scrittore italiano († 1716)
- 22 marzo - August Hermann Francke, teologo e pedagogo tedesco († 1727)
- 24 marzo - Giorgio Cattaneo, vescovo cattolico italiano († 1730)
- 25 marzo - Giovanni Odazzi, pittore italiano († 1731)
- 28 marzo - Luigi Crato di Nassau-Saarbrücken, nobile tedesco († 1713)

## Aprile(9)
- 1º aprile - Marco Gradenigo, patriarca cattolico italiano († 1734)
- 7 aprile - Filippo II Colonna, nobile italiano († 1714)
- 13 aprile - Jean Pierre de Crouzas, filosofo e matematico svizzero († 1750)
- 16 aprile - Alessandro Sigismondo di Palatinato-Neuburg, vescovo cattolico tedesco († 1737)
- 21 aprile - Tommaso Nasini, pittore italiano († 1746)
- 27 aprile - Gioacchino Francesco Caprini, vescovo cattolico italiano († 1729)
- 29 aprile - Carlos Borja Centellas y Ponce de León, cardinale spagnolo († 1733)
- 30 aprile - Filippo Hercolani, I principe Hercolani, nobile, politico e diplomatico italiano († 1722)
- 30 aprile - Alessandro Marchesini, pittore italiano († 1738)

## Maggio(7)
- 4 maggio - Antonio Mongitore, scrittore, presbitero e storico italiano († 1743)
- 8 maggio - John Lyon, IV conte di Strathmore e Kinghorne, nobile scozzese († 1712)
- 8 maggio - Maria Withoos, pittrice olandese
- 10 maggio - Filippo Carlo d'Arenberg, duca belga († 1691)
- 25 maggio - Johann Dientzenhofer, architetto tedesco († 1726)
- 27 maggio - Pierre Jaillard Bressan,  francese († 1731)
- 28 maggio - Giovan Girolamo II Acquaviva d'Aragona, nobile e condottiero italiano († 1709)

## Giugno(2)
- 11 giugno - Christoph Fürer von Haimendorf, politico, poeta e traduttore tedesco († 1732)
- 24 giugno - Jean-Baptiste Massillon, predicatore e vescovo cattolico francese († 1742)

## Luglio(5)
- 10 luglio - Leopold Schlik zu Bassano und Weißkirchen, generale, diplomatico e nobile boemo († 1723)
- 18 luglio - Carlo Ferdinando Lodron, presbitero italiano († 1730)
- 20 luglio - Pierre Drevet, incisore francese († 1738)
- 24 luglio - Emilio Giacomo Cavalieri, vescovo cattolico italiano († 1726)
- 26 luglio - Louis Carré, matematico francese († 1711)

## Agosto(7)
- 5 agosto - Charles Armand de Gontaut-Biron, militare francese († 1756)
- 8 agosto - Nicola Malinconico, pittore italiano († 1726)
- 9 agosto - Ferdinando de' Medici, principe italiano († 1713)
- 18 agosto - Catherine Repond,  svizzera († 1731)
- 20 agosto - Amalia von Königsmarck, nobile, pittrice e attrice teatrale svedese († 1740)
- 28 agosto - Santino Bussi, stuccatore svizzero († 1737)
- 31 agosto - Guillaume Amontons, fisico francese († 1705)

## Settembre(7)
- 1º settembre - Jean Boivin, scrittore francese († 1726)
- 5 settembre - Jean-Baptiste Labat, religioso, botanico e esploratore francese († 1738)
- 15 settembre - Tommaso Ruffo, cardinale e arcivescovo cattolico italiano († 1753)
- 20 settembre - Pirro Albergati, compositore italiano († 1735)
- 20 settembre - Federico Guglielmo di Hohenzollern-Hechingen, principe († 1735)
- 28 settembre - Henry FitzRoy, I duca di Grafton, nobile e generale britannico († 1690)
- 30 settembre - Vincenzo Rugeri, liutaio italiano († 1719)

## Ottobre(4)
- 9 ottobre - Giovanni Mario Crescimbeni, poeta e critico letterario italiano († 1728)
- 14 ottobre - Giuseppe Cervi, medico italiano († 1748)
- 18 ottobre - Eugenio di Savoia, nobile e generale italiano († 1736)
- 23 ottobre - Eleonora Giuliana di Brandeburgo-Ansbach, duchessa († 1724)

## Novembre(6)
- 10 novembre - Francesco Alberto di Oettingen-Spielberg, principe tedesco († 1737)
- 11 novembre - Evaristo Gherardi, attore teatrale italiano († 1700)
- 13 novembre - Árni Magnússon, letterato islandese († 1730)
- 14 novembre - Friedrich Wilhelm Zachow, compositore tedesco († 1712)
- 26 novembre - Bernardino Guinigi, arcivescovo cattolico e diplomatico italiano († 1729)
- 30 novembre - Andrea Adami da Bolsena, cantore italiano († 1742)

## Dicembre(4)
- 14 dicembre - Gundakar Thomas von Starhemberg, economista e politico austriaco († 1745)
- 24 dicembre - Ippolita Ludovisi,  italiana († 1733)
- 24 dicembre - Petronilla Paolini Massimi, poetessa italiana († 1726)
- 29 dicembre - Filippo Ernesto di Hohenlohe-Waldenburg-Schillingsfürst, principe tedesco († 1759)

## Senza giorno specificato(22)
- Ki no Kaion, drammaturgo giapponese († 1742)
- Francesco Saverio Baldinucci, storico dell'arte italiano († 1738)
- Cecilia Carboni, nobildonna italiana († 1739)
- Robert Carter I, imprenditore statunitense († 1732)
- Michelangelo Cerruti, pittore italiano († 1748)
- Giacomo Colombo, scultore, pittore e disegnatore italiano († 1731)
- John Craig, matematico e teologo scozzese († 1731)
- Dionisio Dolfin, patriarca cattolico italiano († 1734)
- Giovanni Lorenzo Gregori, compositore e violinista italiano († 1745)
- Agaf'ja Semënovna Grušeckaja († 1681)
- John Marshall, ottico inglese († 1712)
- Thomas Newcomen, inventore inglese († 1729)
- Ogata Kenzan, pittore e ceramista giapponese († 1743)
- Marcelline Pauper, mistica francese
- Simon-Joseph Pellegrin, poeta, librettista e drammaturgo francese († 1745)
- James Petiver, botanico, farmacista e entomologo britannico († 1718)
- Jérôme Raveneau de Lussan, pirata e avventuriero francese († 1716)
- Elizabeth Stanhope, nobildonna inglese († 1723)
- Abbondio Stazio, stuccatore svizzero († 1757)
- António Manoel de Vilhena,  portoghese († 1736)
- Eric Walten, scrittore olandese († 1697)
- Lobsang Yeshe, monaco buddhista tibetano († 1737)